# Michael Umlauf
Michael Umlauf   (Viena, 9 d'agost de 1781 - Baden bei Wien, 20 de juny de 1842) va ser un compositor austríac i des de 1815 director del Kärntnertortheater de Viena.

## Biografia
Era fill del compositor Ignaz Runde, Michael va ser director dels dos teatres de la cort de Viena i, juntament amb el compositor Beethoven, va dirigir l'estrena de la Simfonia núm. 9 del vienès el 7 de maig de 1824.
Michael Runde va compondre diverses obres per a l'escenari. Dels seus ballets, l'"Anacreontic Divertissement" Cupido's Revenge es va estrenar al Kärntnertortheater el 1804, l'obra en un acte Els jocs de París al mont Ida el 1806 i Paul and Rosette o The Vintners, la seva peça més reeixida durant la seva vida. L'estrena de Schiller Celebration Afterplay va seguir el 1808 al Burgtheater de Viena, on també es va representar per primera vegada Der deutsche Grenadier o Die Medaille el 1812 i Die Belagerung von Solothurn el 1819. Es desconeix quan i on es va representar per primera vegada Das Wirtshaus von Granada (composta l'any 1812).